# دورهمی (مسابقه تلویزیونی)
مسابقه دورهمی یک مسابقه تلویزیونی ایرانی است که با اجرای مهران مدیری از سال ۱۴۰۰ پخش آن از شبکه نسیم آغاز شد.
این مسابقه فصل پنجم برنامه دورهمی است که با تغییر کلی نسبت به فصل‌های پیشین و بدون نمایش  در قالب مسابقه تلویزیونی برگزار می‌شود این برنامه در حقیقت تقلیدی از مسابقه آمریکایی سامورایی ذهنی است.
واردات تجهیزات این مسابقه از آمریکا باعث انتقاداتی از سوی رسانه‌ها و مطبوعات شد
همچنین شایعاتی در مورد فروش سوالات این مسابقه وجود داشت که مهران مدیری آن را تکذیب کرد.
بعضی منتقدان سوالات مسابقه دورهمی را شبیه آزمون از ویکی‌پدیا می‌دانند.